# Лапста (платформа)
Лапста — железнодорожная платформа в Гудаутском районе Абхазии. Располагается в посёлке Армянское ущелье.
До Грузино-абхазской войны на платформе производилась посадка и высадка пассажиров пригородные поезда. После войны долгое время платформа не эксплуатировалась в связи с отсутствием пригородных железнодорожных перевозок в Абхазии. С 2002 года на платформе начал производить остановку пригородный электропоезд сообщением Сухум — Гудаута. В 2008 году эксплуатация платформы прекратилась в связи с отменой поезда Сухум — Гудаута.
По состоянию на март 2019 года ни пассажирские, ни грузовые поезда на платформе не останавливаются.